# Augacephalus
Augacephalus is een geslacht van spinnen uit de familie vogelspinnen (Theraphosidae).

## Soorten
De volgende soorten zijn bij het geslacht ingedeeld:
- Augacephalus breyeri (Hewitt, 1919)
- Augacephalus ezendami (Gallon, 2001)
- Augacephalus junodi (Simon, 1904)